# Boubanita
Boubanita ou boubanite (arabe : بوبانيطة), est une spécialité culinaire à base de panse de mouton farcie de viande, typique de la ville de Rabat au Maroc, qui est préparée principalement à Aïd el-Kébir et est indissociable du mesrana. 
Il est réalisé à base de viande d'agneau coupée en petits dés, assaisonnée et farcie dans la panse d'agneau préalablement lavée.

## Occasion
Ce plat est préparé le deuxième jour de l'Aïd el-Kébir. La panse est séchée et conservée pour utilisation ultérieure.

## Méthode de préparation
Couper la viande d'agneau en petits dés, façon brochettes. Piler des gousses d’ail au mortier avec le sel. Dans un grand plat, mélanger les épices (cannelle, cumin, gingembre, piment rouge, paprika, coriandre, huile d'olive et sel) avec l’ail pilé et l’huile, rajouter les brochettes de viande et laisser mariner.
Laver la panse, la retourner et la laver à l’eau vinaigrée. Puis la farcir avec les brochettes marinées. Ensuite, attacher et ficeler les deux ouvertures en extrémités. La panse est suspendue à un toit où elle est laissée sécher et fermenter lentement à l'ombre.
Ce mets est cuit comme un ragoût, seul ou avec des pommes de terre, après l'avoir sorti de la panse et est servi chaud.